# Pseudoarabidopsis toxophylla
Pseudoarabidopsis toxophylla är en korsblommig växtart som först beskrevs av Friedrich August Marschall von Bieberstein, och fick sitt nu gällande namn av Al-shehbaz, O'kane och Robert A. Price. Pseudoarabidopsis toxophylla ingår i släktet Pseudoarabidopsis och familjen korsblommiga växter. Inga underarter finns listade i Catalogue of Life.